# Erythria facialis
Erythria facialis är en insektsart som först beskrevs av William Lucas Distant 1918.  Erythria facialis ingår i släktet Erythria och familjen dvärgstritar. Inga underarter finns listade i Catalogue of Life.